# Obsessiv–kompulsiv personlighedsforstyrrelse
Obsessiv–kompulsiv personlighedsforstyrrelse (engelsk: obsessive-compulsive personality disorder, forkortet OCPD) er en personlighedsforstyrrelse præget af et generelt mønster for bekymring over orden i tingene, perfektionisme, overdreven opmærksomhed på detaljer, mental og interpersonel kontrol og et behov for kontrol over omgivelserne på bekostning af fleksibilitet, åbenhed for oplevelse og effektivitet. Arbejdsafhængighed og gnier-tendenser ses også ofte hos dem, der har denne personlighedsforstyrrelse. De, der er ramt af denne lidelse, kan finde det svært at slappe af, må altid føle, at tiden er ved at løbe ud for deres aktiviteter, og at en større indsats er nødvendig for at opnå deres mål. De kan planlægge deres aktiviteter minutiøst — en manifestation af den store tendens til at have kontrol over deres omgivelser og til ikke at kunne lide uforudsigelige begivenheder, da de er uden for deres kontrol.
Årsagen til OCPD menes at involvere en kombination af genetiske og miljømæssige faktorer. Dette er en særskilt lidelse fra obsessiv–kompulsiv sygdom (OCD), og forholdet mellem dem er omstridt. Nogle (men ikke alle) undersøgelser har fundet høje komorbiditet-rater mellem de to lidelser og kan dele eksterne ligheder – streng og ritual-lignende adfærd eksempelvis. Hamstring, orden og et behov for symmetri og organisation ses ofte ved begge lidelser. Holdninger til disse former for adfærd varierer mellem dem, der påvirkes af lidelserne: for dem med OCD er denne adfærd uønsket og anses for usund, det bliver produktet af angstfremkaldende og ufrivillige tanker, mens den for dem med OCPD er egosyntonisk (rationel og ønskelig), det være sig resultatet af en stærk tilslutning til rutiner, en naturlig tilbøjelighed til forsigtighed, eller et ønske om at opnå perfektion.
OCPD forekommer i omkring 2-8% af den almindelige befolkning og 8-9% af psykiatriske ambulante patienter. Sygdommen forekommer oftere hos mænd.

## Tegn og symptomer
De vigtigste observerede symptomer på OCPD er
(1) optagethed af at huske tidligere begivenheder
(2) at være opmærksom på detaljer
(3) overdreven overensstemmelse med sociale skikke, regler eller bestemmelser
(4) trang til notatskrivning eller at lave lister og oversigter
(5) stivhed af ens egne overbevisninger
(6) urimelig grad af perfektionisme, der i sidste ende kan forstyrre evnen til at udføre en opgave
OCPD-symptomer kan medføre varierende grad af angst i varierende tid (forbigående, akut eller kronisk), og kan påvirke patientens arbejdsmæssige, sociale og romantiske liv.

### Tvangstanker
Nogle OCD-patienter, viser en tvangspræget behov for renlighed, som regel kombineret med en sygelig ordenssans. Denne obsessive tendens kan gøre deres dagligliv en smule sværere. Selv om denne form for tvangspræget adfærd kan bidrage til en følelse af "at styre personlig angst," kan spænding fortsætte med at eksistere. Derimod kan OCPD-patienter have en tendens til ikke at organisere tingene, og de kunne blive tvangshamstere[kilde mangler] pga. deres indsats for at rengøre deres omgivelser, som effektivt kan blive hæmmet af mængden af uorden, som person stadig har planer om at organisere i fremtiden.
I virkeligheden udfører OCPD patienter måske aldrig obsessiv rengøring/organisering, eftersom de får mere og mere travlt med deres arbejdsbyrde. Dermed bliver deres stress efterhånden til hvad der kan beskrives som angst. Angst er en lidelse, der er kendt for store og uventede bekymringer, der har en negativ indvirkning på en persons dagligliv og rutiner.

### Stivhed
Opfattelsen af ens egen og andres handlinger og overbevisning har en tendens til at være polariseret[kilde mangler] i "rigtige" eller "forkerte", med lidt eller ingen margen mellem de to. For mennesker med denne lidelse kan stivhed lægge pres på de interpersonelle relationer med lejlighedsvis frustration, der bliver til vrede eller varierende grader af vold. Det er kendt som hæmninger.

### Lignende lidelser

#### OCD
OCPD forveksles ofte med obsessiv–kompulsiv lidelse (OCD). På trods af navne der ligner hinanden, er de forskellige lidelser — OCD er en angstlidelse og OCPD er en personlighedsforstyrrelse. Nogle OCPD-ramte har også OCD, og de to er undertiden fundet i samme familie, nogle gange sammen med spiseforstyrrelser. Folk med OCPD føler generelt ikke, at de er nødt til gentagne gange at udføre rituelle handlinger, som er et fælles symptom på OCD — og finder som regel fornøjelse i at perfektionere en opgave, hvor folk med OCD ofte er ulykkeligere efter deres handlinger.
Nogle OCPD-symptomer er fælles med OCD: For eksempel blev perfektionisme, hamstring og optagethed i detaljer (de tre karakteristika ved OCPD) fundet i mennesker med OCD og ikke i dem uden OCD. Det viser relation mellem disse OCPD-træk med OCD. Det omvendte er også sandt: visse OCD-symptomer synes at have nære paralleller med OCPD. Dette er især tilfældet for kontrol-, ordens- og symmetrisymptomer. OCPD-udsnit, der har OCD er særligt tilbøjelige til at godkende tvangstanker og tvangshandlinger om symmetri og organisation. Som kontrast hertil synes vaskesymptomer, som er blandt de mest almindelige OCD-symptomer, ikke at have et link til OCPD.
Der er en betydelig lighed i symptomer på OCD og OCPD, som kan føre til kompleksitet i at skelne dem klinisk. For eksempel er perfektionisme et OCPD-kriterium og et symptom på OCD, hvis det indebærer behov for orden, symmetri og organisation. Hamstring er også en tvang, der findes i OCD og et kriterium for OCPD i DSM-IV. Selv om OCD og OCPD tilsyneladende er separate lidelser, er der indlysende ligheder mellem de to ved flere symptomer.
Uanset ligheder mellem OCPD kriterier og de tvangstanker og tvangshandlinger, der findes i OCD, er der diskrete kvalitative forskelle mellem disse lidelser - overvejende i de funktionelle symptomer. I modsætning til OCPD beskrives OCD som invasive, stressende og tidskrævende tvangstanker og vaner, der tager sigte på at reducere aktivitetsstress. OCD symptomer ses til tider som egodystonisk, fordi de opleves som fremmede og frastødende for den syge. Der er derfor større mental angst forbundet med OCD.
I modsætning hertil er de symptomer, der ses ved OCPD, selv om de er gentagne, ikke forbundet med frastødende tanker, billeder, eller trang. OCPD-symptomer og adfærd er kendt som egosyntonisk, da mennesker med denne lidelse kan se dem som passende og korrekte. På den anden side kan de vigtigste funktioner ved perfektionisme og manglende fleksibilitet resultere i betydelige lidelser for en person med OCPD, som et resultat af associerede behov for kontrol.
Et studie fra 2014 fandt også en anden forskel mellem OCPD og OCD: de, der led af OCPD uanset tilstedeværelsen af comorbid OCD, er mere stive i deres adfærd og har en større behovsudsættelse, end dem, der er ramt af OCD eller er raske. Behovsudsættelse er et mål for selvkontrol; det udtrykker en persons evne til at undertrykke impulsen til at forfølge en mere umiddelbar tilfredsstillelse for at opnå større afkast i fremtiden.
Nylige undersøgelser med DSM-IV-kriterierne har konsekvent fundet en høj forekomst af OCPD hos personer med OCD, med en omtrentlig incidens på 23% til 32% i personer med OCD. Nogle data tyder på, at der kan være særlige forhold i sammenhængen mellem OCD og OCPD. OCPD-rater er konsekvent højere hos personer med OCD end hos den raske del af befolkningen, når der kontrollers for DSM-IV-kriterierne.

#### Aspergers syndrom
Der er betydelige ligheder og overlap mellem Aspergers syndrom og OCPD, som at lave lister, ufleksibel overholdelse af regler og tvangsprægede aspekter af Aspergers syndrom, selv om førstnævntes kan skelnes fra OCPD især vedrørende affektiv adfærd, dårligere sociale færdigheder, problemer med Teorien om Sindet og intense intellektuelle interesser, fx evnen til at huske alt om en hobby. En undersøgelse fra 2009, der involverer voksne autistiske mennesker, fandt, at 40% af dem, der er diagnosticeret med Aspergers syndrom opfyldte de diagnostiske krav til en co-morbid OCPD-diagnose.

#### Spiseforstyrrelser
Hårde og stive personligheder har mange gange været forbundet med spiseforstyrrelser, især med anorexia nervosa. Anorexia Nervosa er en spiseforstyrrelse, der er kendetegnet ved store mængder af begrænsninger med hensyn til fødeindtagelse af frygt for at øge sin kropsvægt. Mange, der oplever denne lidelse, kan også opleve kropsdysmorfi. Forskelle i undersøgelser af forekomsten af OCPD blandt anorektikere og bulimikere har fundet, og Skabelon:2021 hvilket delvist kan afspejle forskelle i den metode, der er valgt i forskellige undersøgelser, samt problemer med diagnosticering af personlighedsforstyrrelser. I tabellen nedenfor er resultaterne vist for hyppigheden af OCPD blandt anorektikere (ikke-specificeret subtype, EN), der begrænser anorektikere (RAN), overspisning/purge anorektikere samt anorektikere med en historie af bulimia nervosa (BPAN), og normal vægte bulimikere (BN).
| Studie                  | AN  | RAN   | BPAN      | BN  |
| ----------------------- | --- | ----- | --------- | --- |
| Arderluh et al. (2009)  |     | 71.4% | 46.7%—64% | 40% |
| Halmi et al. (2005a)    |     | 31%   | 32%       | 24% |
| Halmi et al. (2005b)    |     | 6%    | 11-13%    | 0%  |
| Anderluh et al. (2003)  | 61% |       |           | 46% |
| Matsunaga et al. (1999) |     | 43.8% | 25%       | 25% |

Uanset forekomsten af fuldgyldigt OCPD blandt spiseforstyrrede befolkningsudsnit har tilstedeværelsen af denne personlighedsforstyrrelse og dens overkontrollerede kvalitet vist sig at være positivt korreleret med en række komplikationer ved spiseforstyrrelser, i modsætning til impulsive funktioner — dem, der er forbundet med histrionisk personlighedsforstyrrelse eksempelvis — som øger chancerne for et bedre resultat af behandlingen. OCPD øger risikoen for mere alvorlige anorektiske symptomer, dårligere bedringsrater, og tilstedeværelsen af skærpende adfærd, såsom tvangsmotion. Tvangsmotion hos spiseforstyrrede befolkningsudsnit, sammen med mindre levetids-BMI og sygdomsvarighed blandt anorektikere, korrelerer også positivt, og signifikant, med et vigtig OCPD-træk: perfektionisme.

## Årsag
Årsagen til OCPD menes at indebære en kombination af genetiske og miljømæssige faktorer. I henhold til den genetiske teori, vil folk med en form for DRD3 gen sandsynligvis udvikle OCPD og depression, især hvis de er mænd. Men genetiske aspekter kan ligge i dvale, indtil de udløses af begivenheder i livet for dem, der er disponerede for at få OCPD. Disse begivenheder kan omfatte opdragelse, der er over-involverede og/eller alt for beskyttende, såvel som et traume i løbet af barndommen. Traumer, der kan føre til OCPD omfatter fysiske, følelsesmæssige eller seksuelle overgreb, eller andre psykiske traumer. I henhold til de miljømæssige teori er OCPD en tillært adfærd. Yderligere forskning er nødvendig for at bestemme den relative betydning af genetiske og miljømæssige faktorer.

## Diagnose

### DSM
Den femte udgave af den Diagnostiske og Statistiske Håndbog for Psykiske Forstyrrelser (DSM-5), en meget udbredt manual til diagnosticering af psykiske lidelser, definerer obsessiv–kompulsiv personlighedsforstyrrelse (i Akse II Klynge C), som et omfattende mønster af optagethed af perfektionisme, orden og interpersonelle og mental kontrol, på bekostning af effektivitet, fleksibilitet og åbenhed. Symptomer skal vises ved begyndelsen af voksenalderen og i flere sammenhænge. Mindst fire af følgende skal være til stede:
| “ | 1. Er optaget af detaljer, regler, lister, orden, organisation, eller skemaer, i det omfang det vigtigste punkt af den aktivitet, der er gået tabt. 2. Viser perfektionisme, der interfererer med at opgaven er afsluttet (ude af stand til at færdiggøre et projekt, fordi overdrevent strenge standarder ikke er opfyldt). 3. Er sygeligt helliget sit arbejde og produktivitet med udelukkelse af rekreative aktiviteter og venskaber (ikke forklares ved en indlysende økonomisk nødvendighed). 4. Er oversamvittighedsfuld, detaljeorienteret og ufleksible i spørgsmål om moral, etik eller værdier (ikke tegnede sig for kulturelle eller religiøse identifikation). 5. Er ikke i stand til at kassere slidte eller værdiløse genstande, selv når de ikke har affektionsværdi. 6. Er tilbageholdende med at uddelegere opgaver eller at arbejde med andre, medmindre arbejdet udføres præcist på patientens måde. 7. Vedtager et sparsomt pengeforbrug for sig selv og andre; penge ses på som noget der skal gemmes til fremtidige katastrofer. 8. Viser stivhed og stædighed. | ” |

### WHO
World Health Organisation's ICD-10 anvender begrebet anankastic personality disorder (F60.5). Anankastic er afledt af det græske ord ἀναγκαστικός (Anankastikos: "tvang").

Det er karakteriseret ved mindst fire af følgende:
| “ | 1. følelser af overdreven tvivl og forsigtighed; 2. optagethed af detaljer, regler, lister, orden, organisation, eller tidsplan; 3. perfektionisme, der interfererer med afslutning af opgaver; 4. uforholdsmæssigt stor samvittighedsfuldhed, omhu og unødig bekymring med hensyn til produktivitet til udelukkelse af glæde og interpersonelle relationer; 5. overdreven pendanteri og overholdelse af sociale konventioner; 6. stivhed og stædighed; 7. urimelig fastholdelse af den enkelte i forhold til at andre underkaster sig hans eller hendes måde at gøre tingene på, eller urimeligt modvilje mod at tillade andre at gøre ting; 8. indtrængen af vedholdende og uønskede tanker eller impulser. | ” |

Det omfatter:
- kompulsiv og besættende personlighed (lidelse)
- obsessiv-kompulsiv personlighedsforstyrrelse

Det omfatter ikke:
- obsessiv-kompulsiv lidelse

Det er et krav for ICD-10, at en diagnose af en specifik personlighedsforstyrrelse også opfylder et sæt af generelle personlighedsforstyrrelse kriterier.

### Millons undertyper
Theodore Millon her identificeret fem undertyper af kompulsiv personlighed (2004). Enhver kompulsiv personlighed kan udvise en eller flere af følgende:
| Subtype                      | Beskrivelse                      | Personlighedstræk |
| ---------------------------- | -------------------------------- | --- |
| Samvittighedsfulde kompulsiv | Herunder afhængige funktioner    | Regel-bundet og forpligtet; ærlig, hårdtarbejdende, pertentlig, omhyggelig; ubeslutsom, ufleksible, markeret selv-tvivl; frygter fejl og fejltagelser.                                                                    |
| Bureaukratiske kompulsiv     | Herunder narcissistiske træk     | Beføjelser i formelle organisationer; regler for gruppen giver identitet og sikkerhed; geskæftig, høj-handed, fantasiløs, påtrængende, næsvis, smålige, geskæftig, bagatel, lukkede-minded.                               |
| Puritanske kompulsiv         | Herunder paranoid funktioner     | Barsk, selvretfærdige, snæversynede, dogmatisk, nidkær, kompromisløs, forarget og fordømmende; grim og snerpede moralsk; skal kontrollere og modvirke egen frastødende impulser og fantasier.                             |
| Påholdende kompulsiv         | Herunder splittede funktioner    | Sølle, stram-fisted, påholdende, hamstring, deler ikke; beskytter selv mod tab, frygt indtrængen ind i ledige indre verden; frygter eksponering af personlige uregelmæssigheder og i modsætning impulser.                 |
| Plaget kompulsiv             | Herunder negativistic funktioner | Ambivalenser uløste; føler sig forpint, forvirret, ubeslutsom, befuddled; plaget af intrapsykisk konflikter, misforståelser, frustrationer; tvangstanker og tvangshandlinger kondensere og kontrol modstridende følelser. |

## Behandling
Behandling for OCPD omfatter psykoterapi, kognitiv adfærdsterapi, adfærdsterapi eller selvhjælp. Medicin kan ordineres. I adfærdsterapi diskuterer personen med OCPD med en psykoterapeut mulighederne for at ændre tvangshandlinger til sundere og mere produktive adfærd. Kognitiv analytisk terapi er en effektiv form for adfærdsterapi.
Behandlingen er kompliceret, hvis personen ikke accepterer at have OCPD eller mener, at tanker eller adfærd i en vis forstand er korrekt og derfor ikke bør ændres. Medicin alene dur generelt ikke til denne personlighedsforstyrrelse. Selektive serotonin genoptagelseshæmmere (Ssri) kan være nyttige med psykoterapi til at være mindre kørt ned af mindre detaljer og for at vise, hvor rigide de er.[kilde mangler]
Mennesker med OCPD er tre gange mere tilbøjelige til at modtage individuel psykoterapi end dem med depressive lidelse. Der er en større andel af primære sundhedsydelser. Der er ingen kendte ordentligt kontrollerede undersøgelser af behandlingsmulighederne for OCPD. Mere forskning er nødvendig for at udforske bedre behandlingsmuligheder.